# RED Air
RED Air S.R.L. is een lagekostenluchtvaartmaatschappij uit de Dominicaanse Republiek en is een joint venture van LASER Airlines en SERVAIR Dominicana. De maatschappij heeft haar hub op La Romana International Airport in La Romana.

## Geschiedenis
RED Air werd begin 2020 opgericht, maar voerde haar eerste vlucht pas uit op 1 november 2021 als gevolg van de coronapandemie. In februari 2020 was daar het eerste toestel al voor ontvangen.

## Vloot

### Huidige vloot
De vloot van RED Air bestaat uit de volgende toestellen (juli 2024):
| Type                    | In dienst | Orders | Opmerkingen |
| ----------------------- | --------- | ------ | ----------- |
| McDonnell Douglas MD-82 | 3         | —      |             |
| Totaal                  | 3         | —      |             |

### Voormalige vloot
De vloot van RED Air bestond ook uit de volgende toestellen:
| Type                    | Aantal | In dienst | Uitgefaseerd | Opmerkingen                 |
| ----------------------- | ------ | --------- | ------------ | --------------------------- |
| Airbus A320-200         | 1      | 2024      | 2024         | 9H-VDS                      |
| McDonnell Douglas MD-81 | 1      | 2020      | 2021         | Geleased van LASER Airlines |
| McDonnell Douglas MD-82 | 1      | 2021      | 2022         | Gecrashed als vlucht 203    |

## Bestemmingen
RED Air vliegt naar de volgende bestemmingen (juli 2024):
| Land                   | Stad      | Luchthaven                      | Opmerkingen |
| ---------------------- | --------- | ------------------------------- | ----------- |
| Dominicaanse Republiek | La Romana | La Romana International Airport | hub         |
| Verenigde Staten       | Miami     | Internationale Luchthaven Miami |             |

## Incidenten en ongevallen

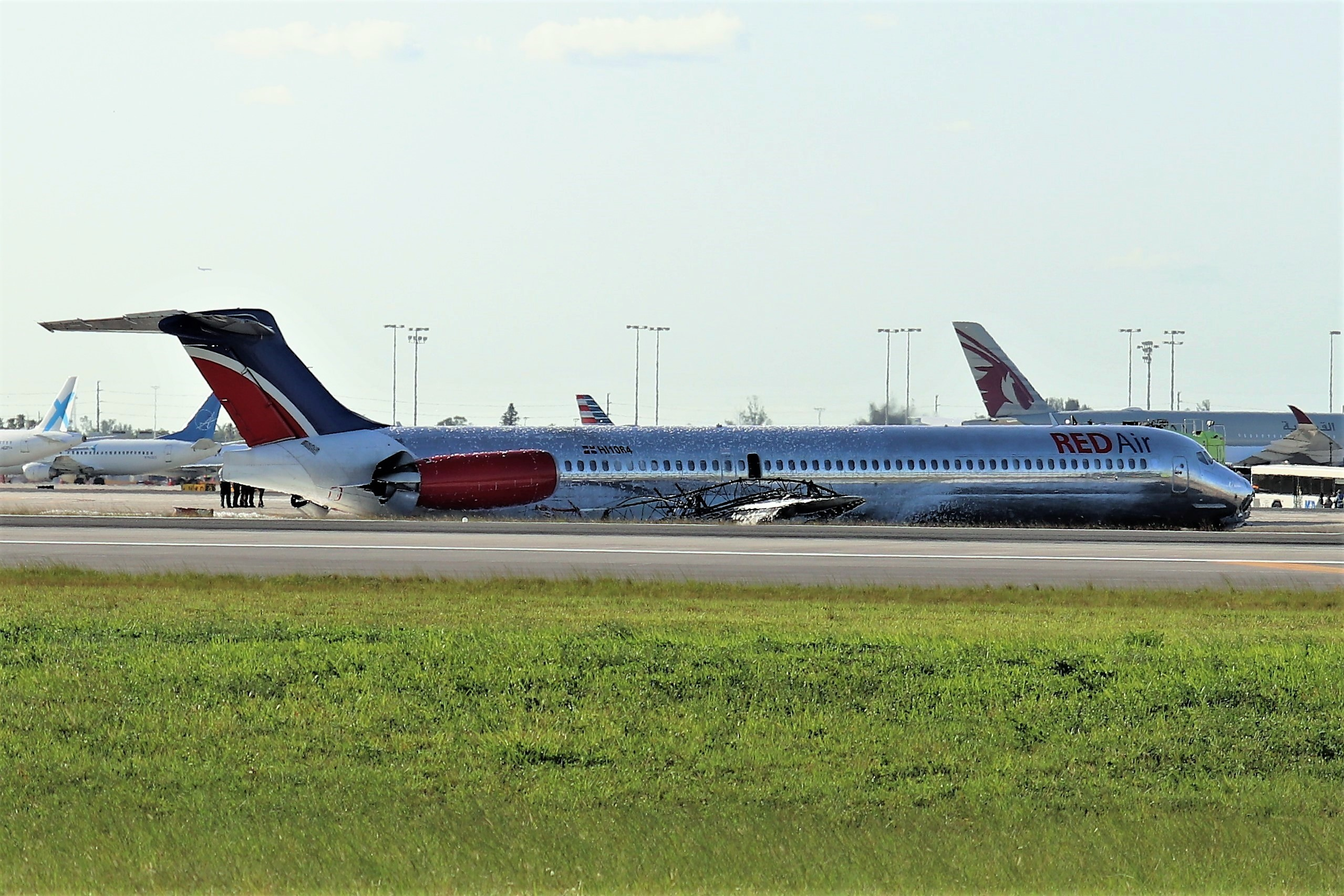
Crash van HI1064, RED Air vlucht 203

- Op 21 juni 2022 zakte het landingsgestel van RED Air-vlucht 203 in na de landing op de luchthaven van Miami.[8] Crash van HI1064, RED Air vlucht 203 Alle 140 inzittenden overleefden het ongeval, drie mensen werden naar het ziekenhuis vervoerd met lichte verwondingen.[9] Het vliegtuig werd total loss verklaard en de landingsbaan bleef een tijd gesloten. Later volgde een rechtszaak, omdat de crash volgens de aanklager voorkomen had kunnen worden.[10]